# Базилика де Валери
Базилика де Валери (фр. Château de Valère) — старинный католический храм на вершине скалистой горы в восточной части старого центра города Сьон в кантоне Вале, Швейцария. В нём находится один из старейших действующих органов мира (изготовлен в XV веке). На близлежащей ещё более высокой горе расположен средневековый замок Турбийон.

## Расположение

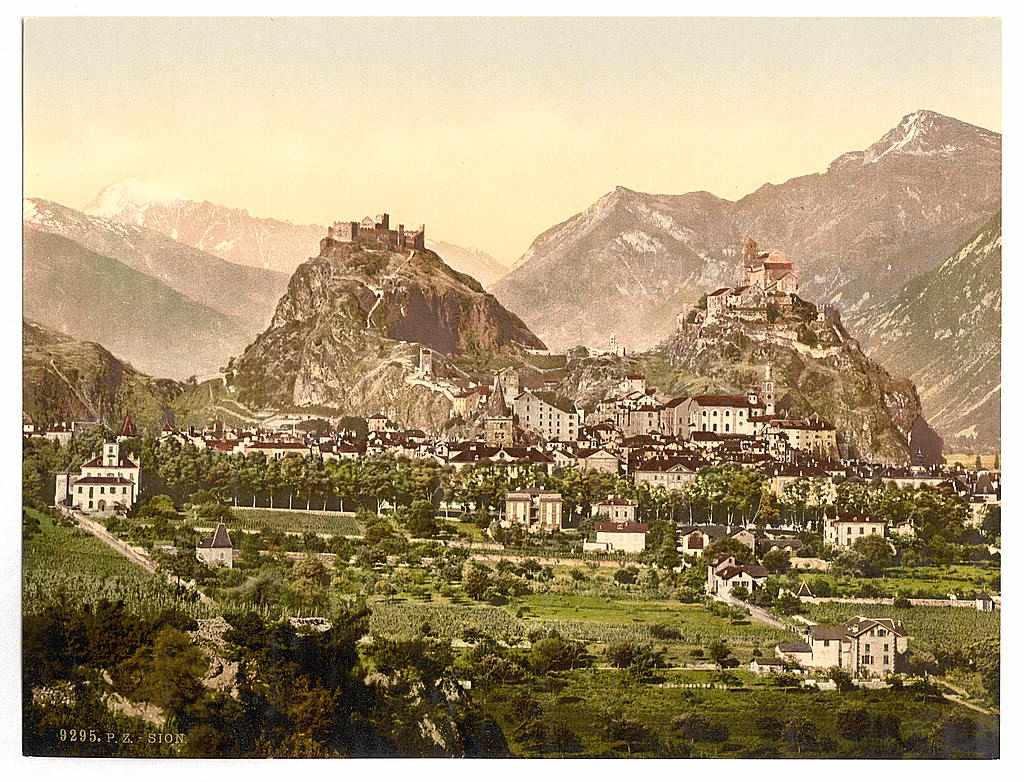
Вид Базилики и замка Турбийон на открытке конца XIX века

Базилика де Валери расположена на одноимённой горе на высоте 615 метров над уровнем моря. Церковь целиком занимает вершину холма и возвышается над старой частью города Сьон. Склоны горы очень крутые. Доступ в храм возможен только с северо-восточной стороны.

## История

### Ранний период
Во время археологических исследования на горе обнаружены следы стоянки древнего человека. В эпоху неолита, примерно в пятом тысячелетии до нашей эры здесь находилось небольшое поселение (так же, как и на соседней горе). Найдены керамические черепки, фрагменты браслетов и остатки очагов. Однако полноценное изучение древней стоянки затруднено многовековыми строительными работами и наличием самой Базилики. 
Ряд находок позволяет утверждать, что холм был обитаем и во времена Римской империи. Ряд исследователей считает, что здесь находилась римская крепость (каструм), каменная сторожевая башня или храм в честь богов латинского пантеона. Однако исследование каменной кладки и фундаментов не выявило построек, существовавших ранее XI века.

### Строительство церкви
Судя по всему, ещё в раннем средневековье обитавшие здесь племена кельтов использовали гору для религиозных церемоний. 
Первое упоминание о христианской церкви на горе Валерии имеется в документе, датированном 1049 годом. Позднее храм многократно перестраивался. Одновременно он представлял из себя полноценную крепость. Из-за особенностей конструкции и важного значения для целого региона церковь принято называть базиликой. 
Самые старые из дошедших до нашего времени частей каменной базилики построены между 1100 и 1130 годами. К этому времени в Сьоне уже существовала католическая церковь — Нотр-Дам-де-Сьон (возведена в VIII веке). Базилика на горе — это трёхнефное здание, построенное в романском стиле. Башня над северным приделом и многоугольные оконные перекрытия над полукруглой апсидой были добавлены позже. В XIII веке нефу и проходам была придана в основания форма креста по образцу Лозаннского собора. С возведение внешних каменных зубчатых стен и других сооружений базилика приобрела вид крепости.
Храм быстро превратился в центр паломничества. В начале XV века в базилике появилась изготовленная из мрамора статуя Мадонны с младенцем Иисусом. Сегодня статуя размещена высоко над главным алтарём. Стены хора украшают изображения апостолов, пророков и почитаемых местных святых.

### Период упадка
До XVIII веке здесь проходили собрания местного капитула. При этом глава местной епархии, князь-епископ, который был и духовным, и светским правителем региона, имел собственную резиденцию в замке Турбийон на соседней горе. Всё изменилось во время Французских революционных войн. В 1798 году в регион вторглась французская армия. После этого почти все службы стали проводиться в Нотр-Дам-де-Сьоне, а Базилика де Валери утратила прежнее значение. Здесь всё реже проводились религиозные обряды и церемонии, а поток паломников резко сократился. 

### Возрождение и реставрация

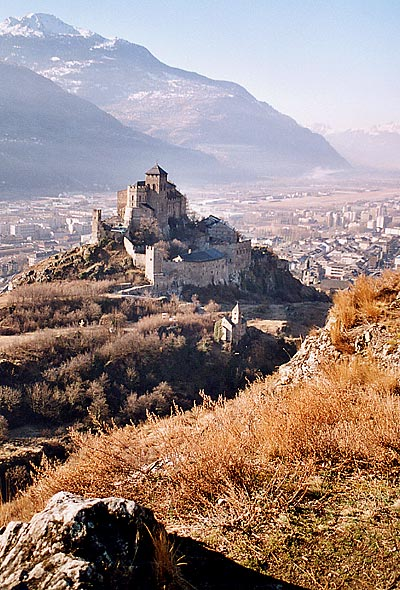
Вид Базилики на фоне города Сьон

Базилика де Валери никогда не была полностью заброшена (в отличие от замка Турбийон), но долгое время здесь не было серьёзного ремонта. К середине XX века многие части комплекса сильно обветшали. 
Полноценная реставрация началась в 1987 году и затронула всю территорию, занимаемую Базиликой де Валери. Средства выделялись из бюджета кантона Вале. Работы продолжались с небольшими перерывами много лет. Наконец в 2016 году было объявлено о завершении реставрации. Были восстановлены панели работы фрайбургского художника Петера Маггенберга (созданные около 1435 года): левая изображает мистический брак Святой Екатерины, покровительницы города Сьон и кантона Вале, и правая — явление Христа Марии Магдалине, который принимает его за садовника. Реставрацией этих шедевров занимались сотрудники Базельского художественного музея. Очень тщательно были восстановлены все старинные витражи.
В 1987 году папа Иоанн Павел II присвоил церкви Валерии почётный титул Малая базилика. 

## Современное состояние
Доступ в Базилику открыт круглый год. Бывшие помещения собраний капитула собора теперь сдаются в аренду властям кантона Вале, которые разметили здесь экспозицию исторического музея.

## Происхождение названия
Достоверных сведений о происхождении названия храма нет. По самой распространённой версии церковь названа по имени горы. А та в свою очередь, в честь Валерианы. Эта женщина была матерью префекта древнеримского поселения, существовавшего на месте города Сьон. В документах, которые датируются 43 годом нашей эры названо имя префекта — Тит Кампаний Приск Максимиан. После ранней смерти сына он воздвиг на оре памятник. А Валерия часто поднималась на гору к памятнику и оплакивала внука. 

## Орган
Отдельной достопримечательностью Базилики де Валери является старинный орган, расположенный у западной стены главного здания. Он изготовлен в XV веке (а по косвенным данным, возможно, даже в XIV веке) и до сих пор остаётся действующим. Это один из старейших органов в мире наряду с инструментами в Рюзуме, Кидрихе и Остённене. Первое достоверное упоминание об органе относится к 1435 году. В 1687 году инструмент расширили до четырёх регистров. В XIX веке орган обветшал и на нём перестали играть. Казалось, что он замолчал навсегда. Однако в 1950-е годы по собственной инициативе музыкант и специалист по старинным инструментам Морис Венгер начал постепенное возвращение к жизни этого уникального объекта. Многолетний труд Венгера, которому помогали мастера немецкой мануфактуры Kuhn получил высокую оценку профессионалов. 
С 1969 года в Базилике де Валери каждое лето проходит Международный фестиваль древних органов (Festival de l'orgue ancien de Valère).

## Галерея

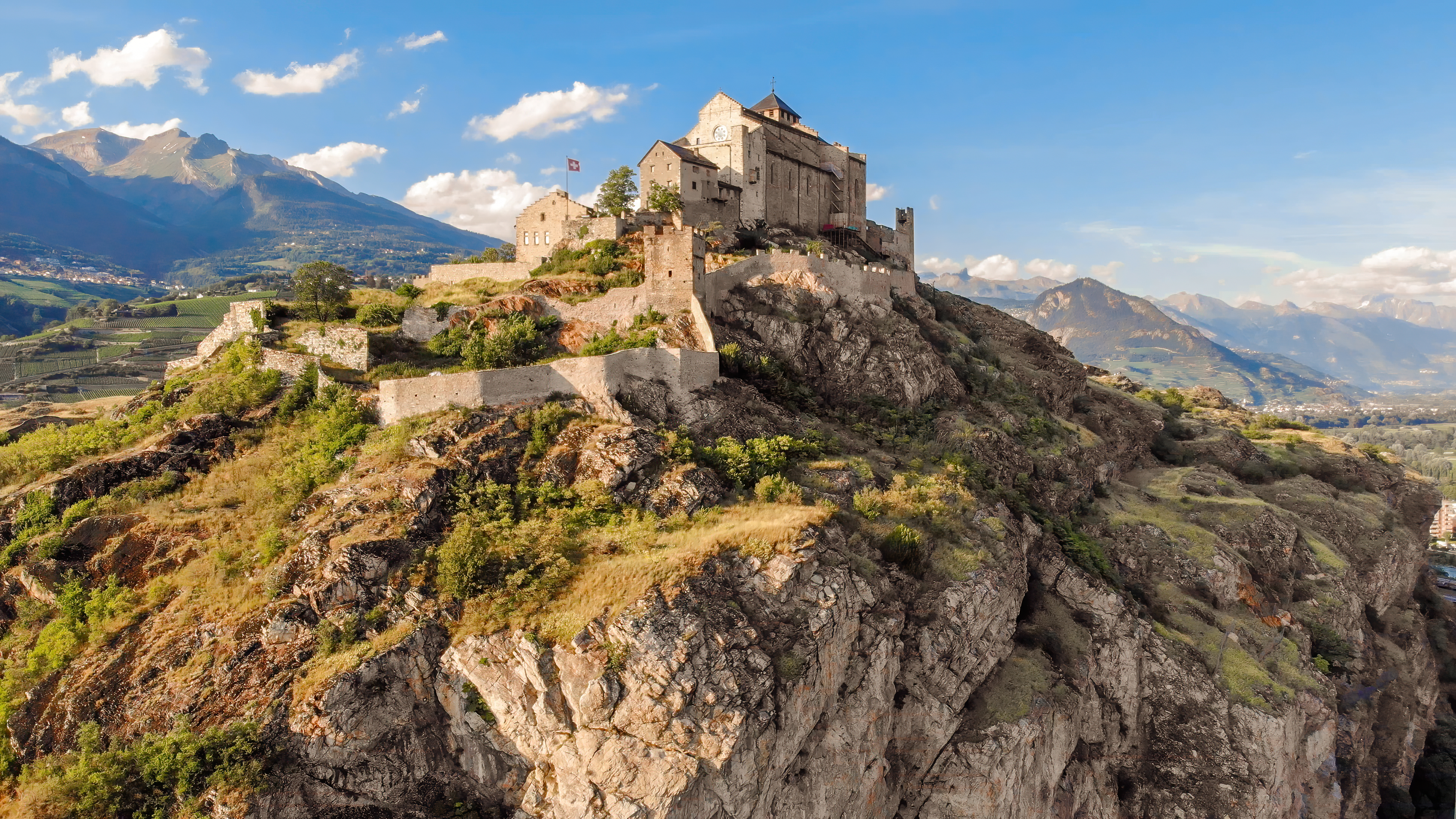
Вид комплекса с южной стороны
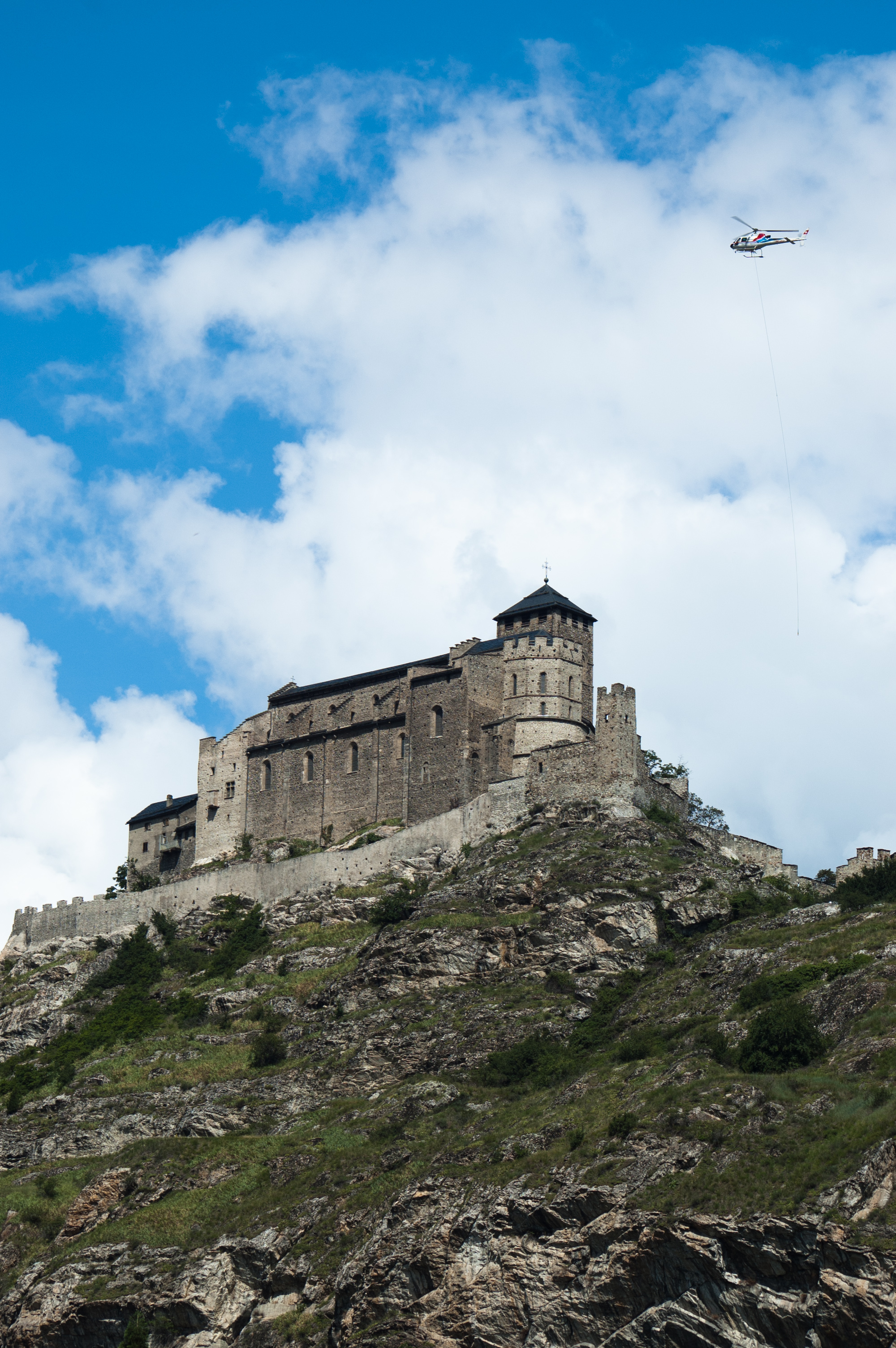
Вид Базилики снизу
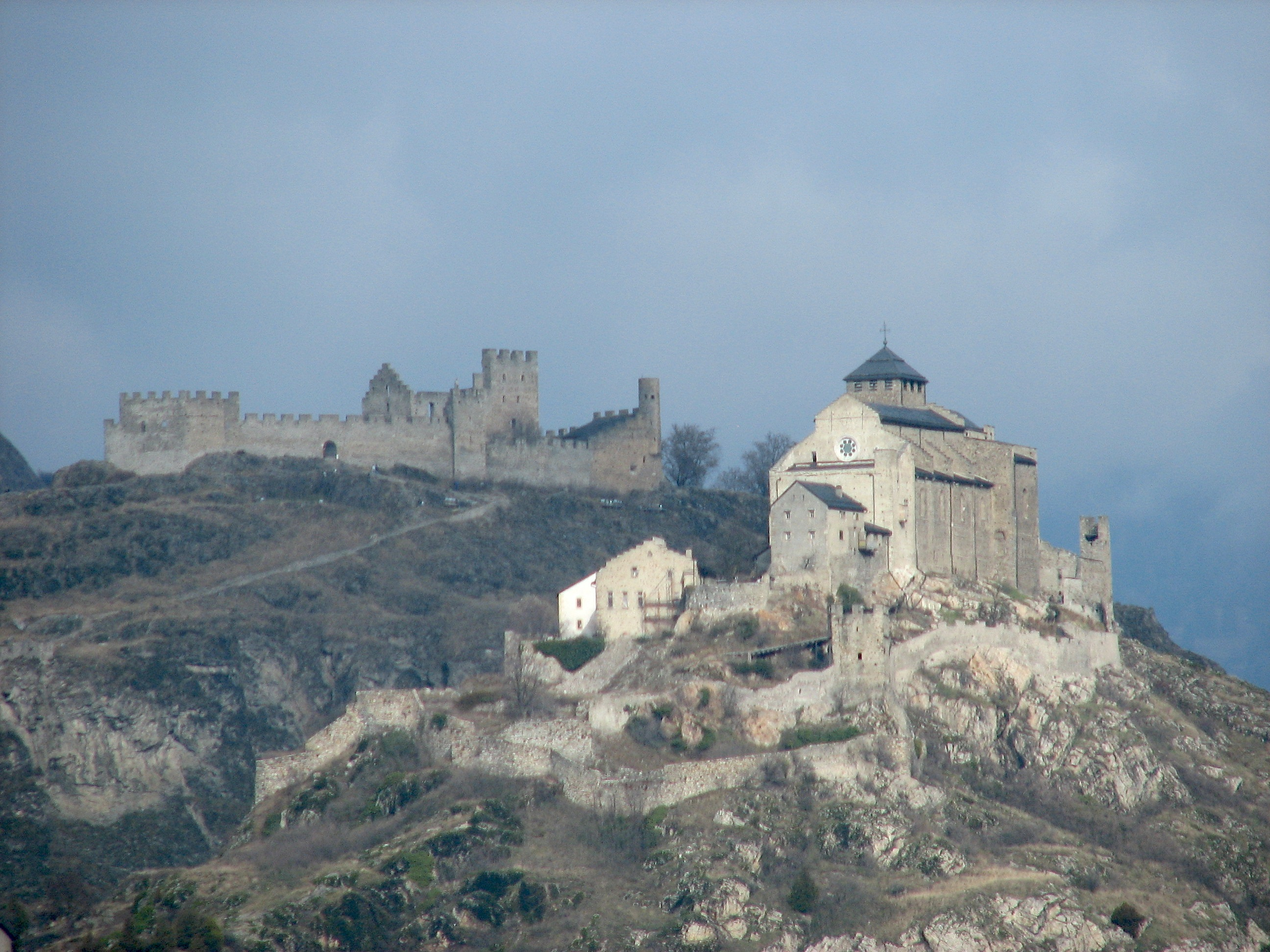
Базилика на фоне замка Турбийон
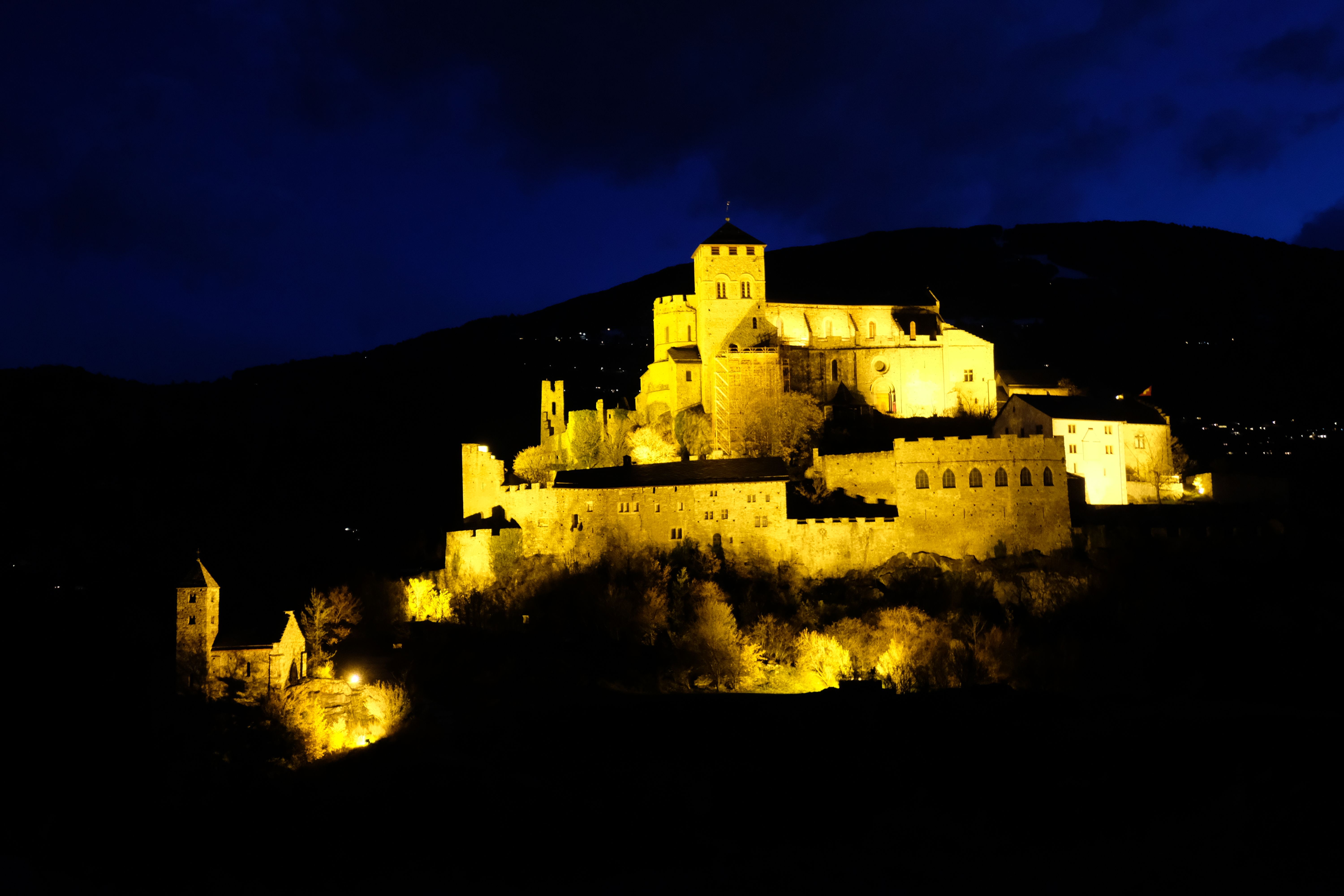
Ночная подсветка Базилики
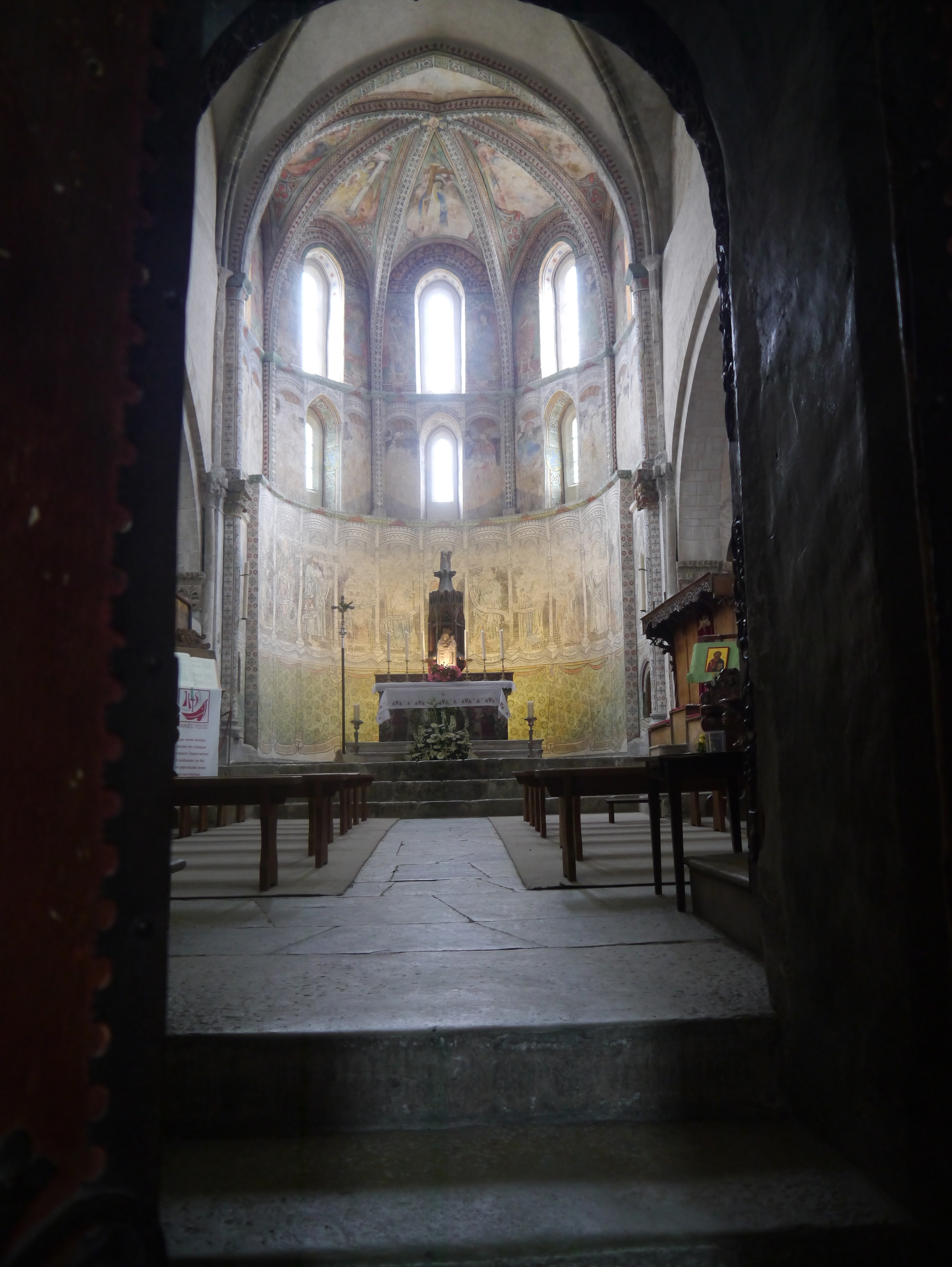
Внутри храма